# Theridiosoma fulvum
Espèce
Theridiosoma fulvum est une espèce d'araignées aranéomorphes de la famille des Theridiosomatidae.

## Distribution
Cette espèce se rencontre au Japon et en Corée du Sud.

## Description
Le mâle holotype mesure 1,41 mm et la femelle paratype 1,58 mm.

## Systématique et taxinomie
Cette espèce a été décrite par Suzuki, Serita et Hiramatsu en 2020.

## Publication originale
- Suzuki, Serita & Hiramatsu, 2020 : « Japanese spiders of the genus Theridiosoma (Araneae: Theridiosomatidae) with the description of four new species. » Acta Arachnologica, vol. 69, no 2, p. 133-150 (texte intégral).